# Tumaco
San Andres de Tumaco (formellt San Andrés de Tumaco) är en kommun och stad i Colombia.   Den ligger i departementet Nariño, i den västra delen av landet, vid Stilla havskusten, 600 km sydväst om huvudstaden Bogotá. Antalet invånare i kommunen är 160 034.
Centralorten hade 92 329 invånare år 2008.